# Congregação Suíço-Americana
A Congregação Suíço-Americana é uma associação de mosteiros beneditinos fundada em 1881 nos Estados Unidos, como parte da Confederação Beneditina Internacional de mosteiros.

## História
Durante o século XIX, vários mosteiros beneditinos foram fundados nos Estados Unidos por monges vindos de mosteiros da região de língua alemã da Suíça. A condição das instituições católicas romanas na Suíça era turbulenta, especialmente no século XIX. Todas foram dissolvidas como consequência da Revolução Francesa em 1798, mas restauradas por decreto napoleônico em 1803, com exceção da Abadia de São Galo, cujo Príncipe-Abade recusou fazer as concessões políticas necessárias. As políticas anti-monásticas dos cantões suíços, no entanto, provocaram posteriormente a dissolução dos mosteiros em Pfäfers (1838), Muri (1841), Fischingen (1848) e Rheinau (1863).
As perspectivas para os católicos romanos suíços durante o Kulturkampf eram tão incertas que as antigas abadias de Einsiedeln e Engelberg iniciaram um programa de criação de novos mosteiros nos Estados Unidos, para que os mosteiros suíços restantes tivessem um refúgio caso fossem todos exilados. Esses monges pioneiros também serviriam ao grande número de alemães que emigraram para lá. Como ramificações, essas novas comunidades permaneceram parte da Confederação Suíça de mosteiros beneditinos.
Em 1881, o número dessas comunidades havia crescido tanto que foi considerado apropriado separá-las da autoridade da metrópole. Nesse sentido, o Papa Leão XIII autorizou a criação desta congregação em 5 de abril de 1881, sob o patrocínio da Imaculada Conceição da Bem-Aventurada Virgem Maria.

## Status atual
A Congregação, desde 2019, é composta por abadias e priorados nos Estados Unidos, México, Canadá e Guatemala . A Congregação conta com cerca de 447 monges.

### Membros atuais
- Abadia de São Meinrado em St. Meinrad, Indiana
- Abadia de Conceição em Conceição, Missouri
- Abadia de Subiaco em Subiaco, Arkansas
- Abadia de São José em São Bento, Louisiana
- Abadia do Mount Angel em St. Benedict, Oregon
- Abadia de Marmion em Aurora, Illinois
- Abadia de Westminster em Mission, Colúmbia Britânica, Canadá
- Abadia do Mount Michael em Elkhorn, Nebraska
- Abadia de Nossa Senhora de Glastonbury em Hingham, Massachusetts
- Abadia do Príncipe da Paz em Oceanside, Califórnia
- Abadia de São Bento em Still River, Massachusetts
- Mosteiro da Ascensão em Jerome, Idaho
- Mosteiro Beneditino de Nossa Senhora dos Anjos Cuernavaca, Morelos, México
- Abadia de Jesus Cristo Crucificado em Esquipulas, Guatemala

### Priorados Dependentes
- Priorado de São José, Guatemala: “O mosteiro foi fundado pela Abadia de Marmion em 10 de junho de 1965 e elevado a priorado dependente em 24 de novembro de 1967”. [4]
- Priorado de São Bento em Benet Lake, Wisconsin: "O mosteiro foi fundado pela Abadia de Conceição em 21 de março de 1945, foi elevado a priorado conventual em 15 de dezembro de 1950 e ao status de abadia em 24 de maio de 1952. Em Em 23 de outubro de 2014, o Capítulo da Abadia de São Bento votou para se tornar dependente do Priorado da Abadia da Conceição. A petição foi ratificada pela Abadia da Conceição em 30 de outubro de 2014. Naquela época, a administração da abadia passou para o Abade Presidente. A Abadia de São Bento teve a opção de transferir sua estabilidade para a Abadia da Conceição ou para os monges restantes da Abadia de São Bento”. [5]

### Ex-presidentes
Estes são os ex-presidentes: 
1. Fintan Mundwiler, OSB (1881–1898)
2. Frowin Conrad, OSB (1898–1922)
3. Philip Ruggle, OSB (1922–1936)
4. Columban Thuis, OSB (1937–1957)
5. Stephen Schappler, OSB (1957–1961)
6. Gilbert Hess, OSB (1961–1965)
7. David Melancon, OSB (1965–1978)
8. Raphael DeSalvo, OSB (1978–1984)
9. Jerome Hanus, OSB (1984–1987)
10. Patrick Regan, OSB (1987–1999)
11. Peter Eberle, OSB (1999–2011)
12. Vincente Of Paul Bataille, OSB (2011-2023)

### Presidente atual
O atual abade-presidente é o Abade Justin Brown, eleito em 2023. Ele reside na Abadia de São José, localizada em Saint Benedict, Louisiana.